# Листовик короткодзьобий
Листови́к короткодзьобий (Sclerurus rufigularis) — вид горобцеподібних птахів родини горнерових (Furnariidae). Мешкає в Амазонії.

## Опис

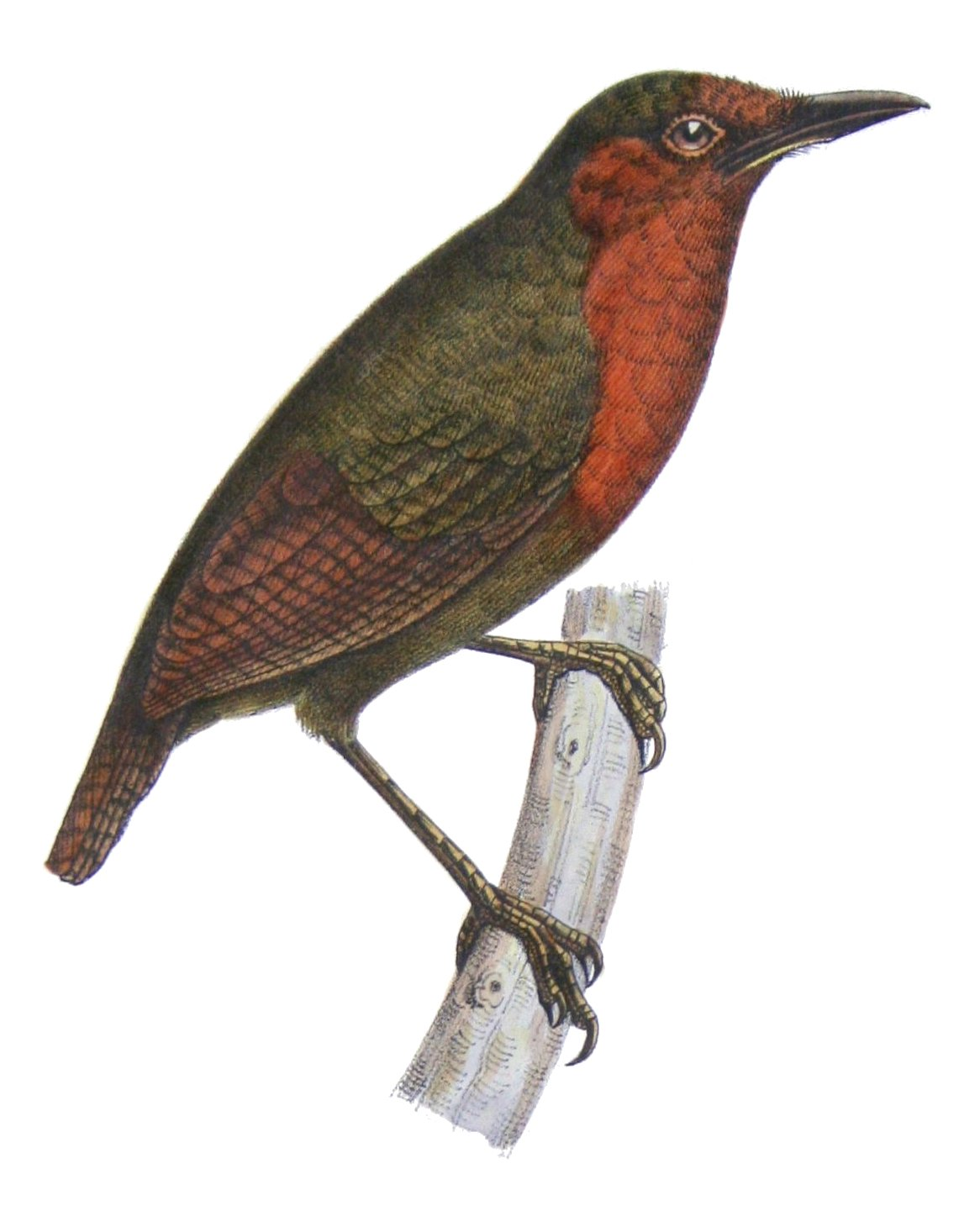
Короткодзьобий листовик

Довжина птаха становить 15 см. Забарвлення переважно темно-коричневе, горло охристе, верхня частина грудей рудувата, над очима малопомітні рудувато-коричневі «брови», навколо очей світло-коричневі кільця. Дзьоб відносно короткий, його довжина становить 15 мм.

## Підвиди
Виділяють чотири підвиди:
- S. r. fulvigularis Todd, 1920 — Південна Венесуела (Амасонас, Болівар), Гвіана, Північна Бразилія;
- S. r. furfurosus Todd, 1948 — Північна Бразилія (на північ від Амазонки, на схід від Ріу-Негру);
- S. r. brunnescens Todd, 1948 — Південно-Східна Колумбія (на південь від Мети і Ваупесу), Західна Бразилія (на північ від Амазонки, на схід до Ріу-Негру), схід Еквадору, північний схід Перу (на північ від Амазонки);
- S. r. rufigularis Pelzeln, 1868 — схід Перу (на південь від Амазонки), Бразилія (від Амазонаса до Мараньяну і Мату-Гросу) і Північно-Східна Болівія.

## Поширення і екологія
Короткодзьобі листовики мешкають у Колумбії, Венесуелі, Гаяні, Суринамі, Французькій Гвіані, Еквадорі, Перу, Болівії і Бразилії. Вони живуть у вологих рівнинних тропічних лісах Амазонії. Зустрічаються на висоті до 900 м над рівнем моря, переважно на висоті до 500 м над рівнем моря. Живляться безхребетними, яких шукають в опалому листі, ґрунті або гнилій деревині.